# Linda Cristal
Linda Cristal, właśc. Marta Victoria Moya Peggo Burges (ur. 23 lutego 1931 w Rosario, zm. 27 czerwca 2020 w Beverly Hills) – amerykańska aktorka filmowa i telewizyjna pochodzenia argentyńskiego.
Laureatka dwóch Złotych Globów: w 1959 w kategorii Najbardziej obiecująca nowa aktorka, za rolę w filmie Wymarzony urlop (1958; reż. Blake Edwards) oraz w 1970 w kategorii Najlepsza aktorka w serialu dramatycznym za rolę w serialu TV pt. The High Chaparral (1967-71).

## Życiorys
Urodzona w Argentynie aktorka była córką Antonio Moyi i Rosario Peggo, hiszpańskich emigrantów z Francji i Włoch. Gdy miała 6 lat, cała rodzina, z powodów politycznych, przeprowadziła się do Montevideo w Urugwaju. Tam też Linda ukończyła szkołę. W 1947 uczestniczyła w tragicznym wypadku samochodowym, w którym zginęli jej rodzice.
Od początku lat 50. grała w filmach argentyńskich i meksykańskich. Jej pierwszym amerykańskim filmem był western Komancze z 1956. Odniosła duży sukces otrzymując nagrodę Złotego Globu za rolę w komedii Blake’a Edwardsa pt. Wymarzony urlop (1958) z udziałem Tony’ego Curtisa. W następnych latach zagrała w wyreżyserowanym przez Johna Wayne’a dramacie wojennym Alamo (1960) oraz westernie Johna Forda Dwaj jeźdźcy (1961). W okresie tym grała również w niskobudżetowych filmach włoskich. Na początku lat 60. urodziła dwoje dzieci i ograniczyła aktorskie występy. W latach 1967–1971 grała jedną z głównych ról w popularnym w USA serialu westernowym The High Chaparral. W 1974 pojawiła się u boku Charlesa Bronsona w filmie Mr. Majestyk. W 1985 zagrała tytułową rolę w argentyńskim serialu Rossé. Później wycofała się z aktorstwa.
Zmarła we śnie w swoim domu w dzielnicy Beverly Hills w Los Angeles, 27 czerwca 2020.

## Filmografia
Filmy:

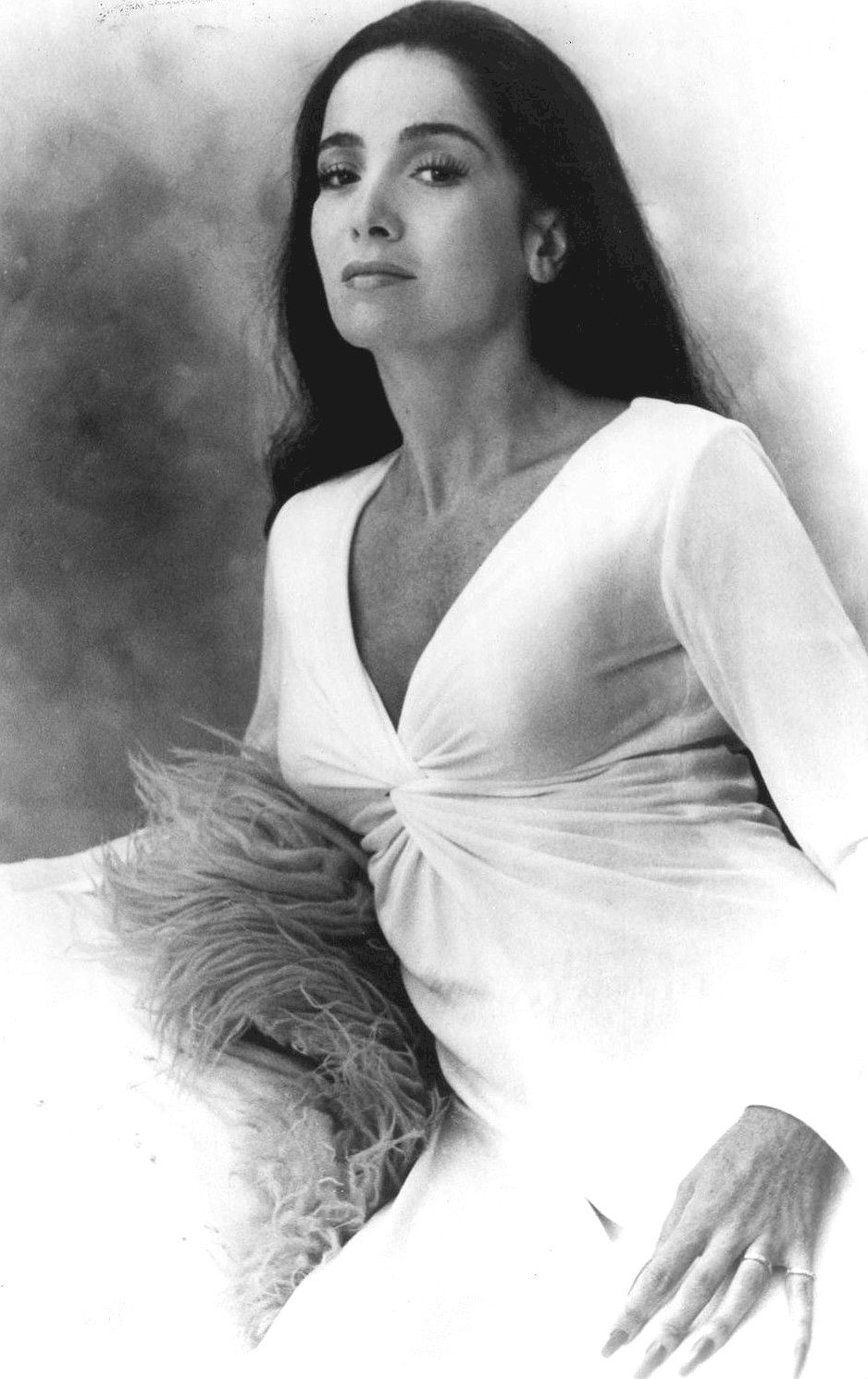
Linda Cristal w 1974

- Komancze (1956) jako Margarita Alvarez
- Wymarzony urlop (1958) jako Sandra Roca
- Legiony Kleopatry (1959; lub inny tytuł: Legiony rzymskie) jako Kleopatra
- Żona faraonów (1960) jako Akis
- Alamo (1960) jako "Flaca" (Graciela Carmela Maria de Lopez y Vejar)
- Dwaj jeźdźcy (1961) jako Elena de la Madriaga
- Niewolnice z Sheb (1963) jako Olivia
- Mr. Majestyk (1974) jako Nancy Chavez
- Kondominium (1980) jako Carlotta Churchbridge

Seriale TV:
- Bonanza (1959-73) jako Teresa (gościnnie, 1971)
- The High Chaparral (1967-71) jako Victoria Cannon, łącznie w 96 odcinkach
- Barnaby Jones (1973-80) jako Patricia Simmons (gościnnie, 1979)
- Wyspa Fantazji (1977–1984) jako Consuelo Lopez (gościnnie, 1981)
- Statek miłości (1977–1986) jako Evita Monteverde (gościnnie, 1981)
- Rossé (1985) jako Victoria "Rossé" Wilson, łącznie w 39 odcinkach
- Szpital miejski (od 1963) jako Dimitra Antonelli (w 12 odcinkach, 1988)